# Demitrie River
Der Demitrie River ist ein kurzer Fluss an der Nordspitze von Dominica. Er entspringt an der Nordflanke des Bellevue Mountain und fließt nach Nordosten, vorbei an Penville im Parish Saint Andrew und mündet nach steilem Abstieg nördlich der Siedlung und der Pointe Jaco in der Agoucha Bay bei La Haut ins Karibische Meer. Auf seinem Weg nimmt er einige kurze Zuflüsse vom Bellevue Mountain auf und direkt westlich schließt sich das Einzugsgebiet des Delaford River an.